# Le Roman de Carpentier
Pour plus de détails, voir Fiche technique et Distribution.

Le Roman de Carpentier est un film muet français, tourné à Lens, sorti en 1913.

## Synopsis
Histoire romancée de la carrière de Georges Carpentier, boxeur adulé, très populaire, âgé de 19 ans.

## Distribution
- Harry Baur
- Berthe Bovy